# Mateo 26

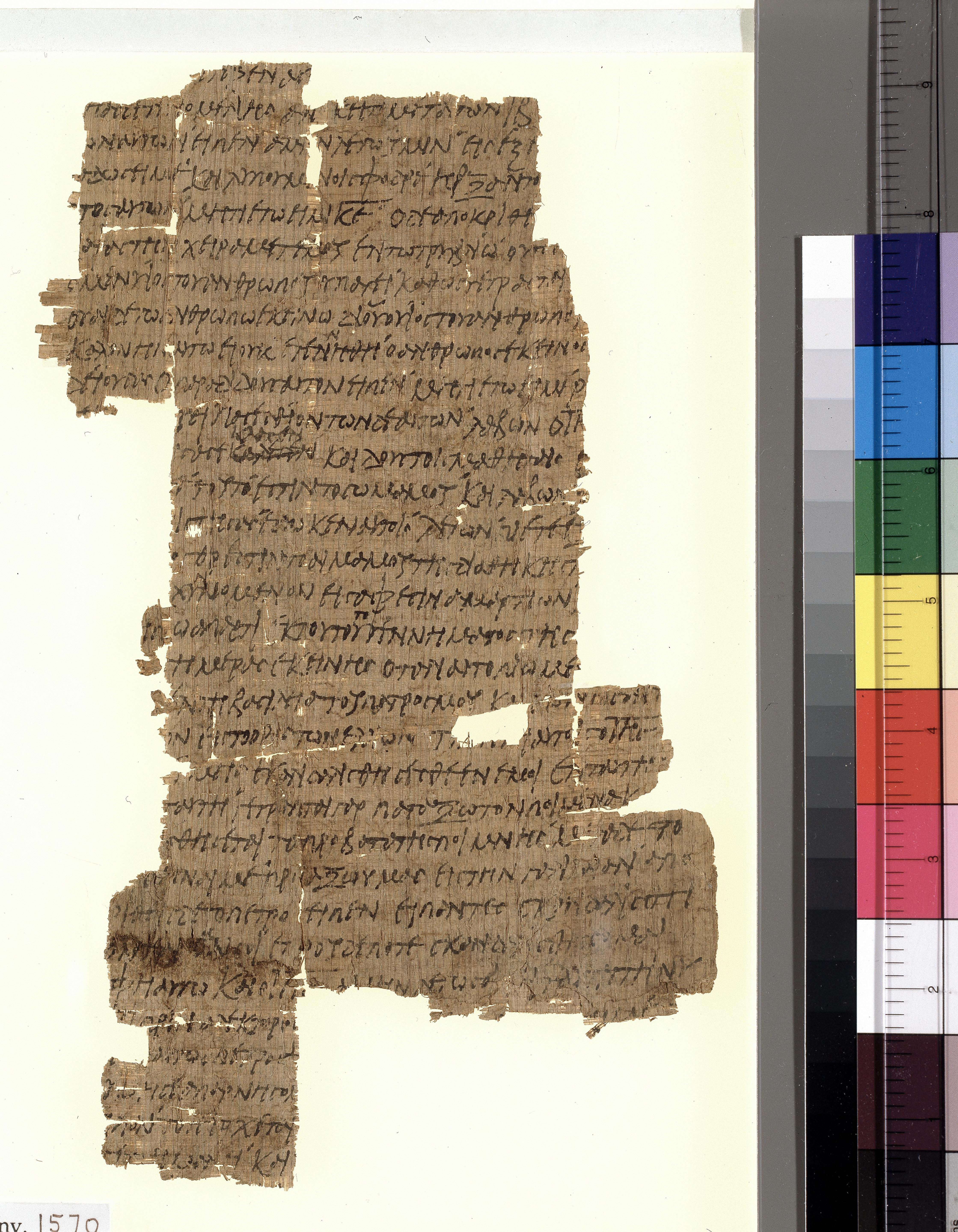
Evangelio de Mateo 26:19-37 en el lado recto del Papiro 37, de c. AD. 260.

Mateo 26 es el capítulo 26 del Evangelio de Mateo, parte del Nuevo Testamento de la Biblia cristiana. Este capítulo abarca el comienzo de la narración de la Pasión de Jesús, que continúa hasta Mateo 28; contiene las narraciones del complot de los líderes judíos para matar a Jesús, el acuerdo de Judas Iscariote para traicionar a Jesús a Caifás, la Última Cena con los Doce Apóstoles y la institución de la Eucaristía,  la Oración en el huerto de Getsemaní y la posterior reivindicación de las predicciones de Jesús, de traición por uno de los doce Apóstoles, y que será negado por su más cercano seguidor, San Pedro, en la las negaciones de Pedro, 

## Texto
El texto original fue escrito en griego koiné. Este capítulo está dividido en 75 versículos, más que cualquier otro capítulo de este evangelio. El teólogo protestante Heinrich August Wilhelm Meyer identifica 32 versículos en los que hay variaciones críticas entre diferentes manuscritos tempranos y ediciones críticas.

### Testigos textuales
.
.

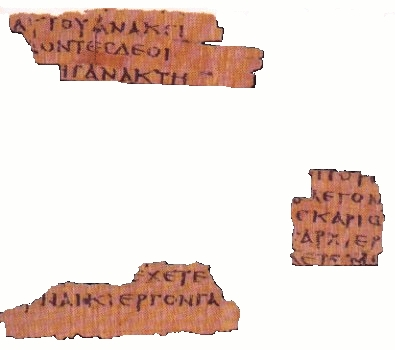
Mateo 26:7-8, 10, 14-15 en Papiro 64, también conocido como Papiro de la Magdalena, de finales del /

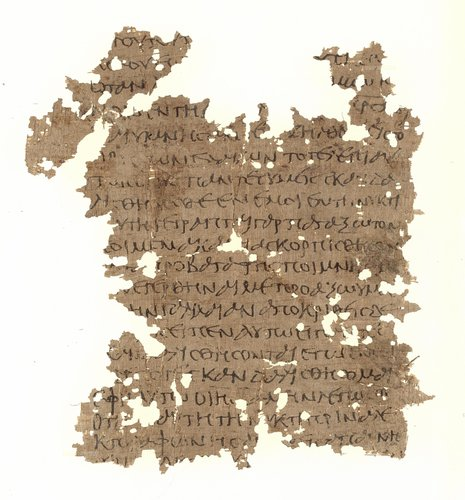
Mateo 26:29-35 en Papiro 53, del siglo III

Algunos manuscritos tempranos que contienen el texto de este capítulo son:
- Papyrus 64 (Magdalen Papyrus) (finales del siglo II/III; existente: versículos 7-8, 10, 14-15)
- Papiro 37 (~260; se conservan los versículos 19-37)
- Papiro 53 (siglo III; se conservan los versículos 29-35)
- Códice Vaticano (325-50)
- Codex Sinaiticus (330-60)
- Codex Bezae (c. 400)
- Codex Washingtonianus (c. 400)
- Codex Ephraemi Rescriptus (c. 450)
- Codex Purpureus Rossanensis (siglo VI)
- Codex Petropolitanus Purpureus (siglo VI; existen los versículos 58-64)

## Judas acepta traicionar a Jesús (26:14-16)

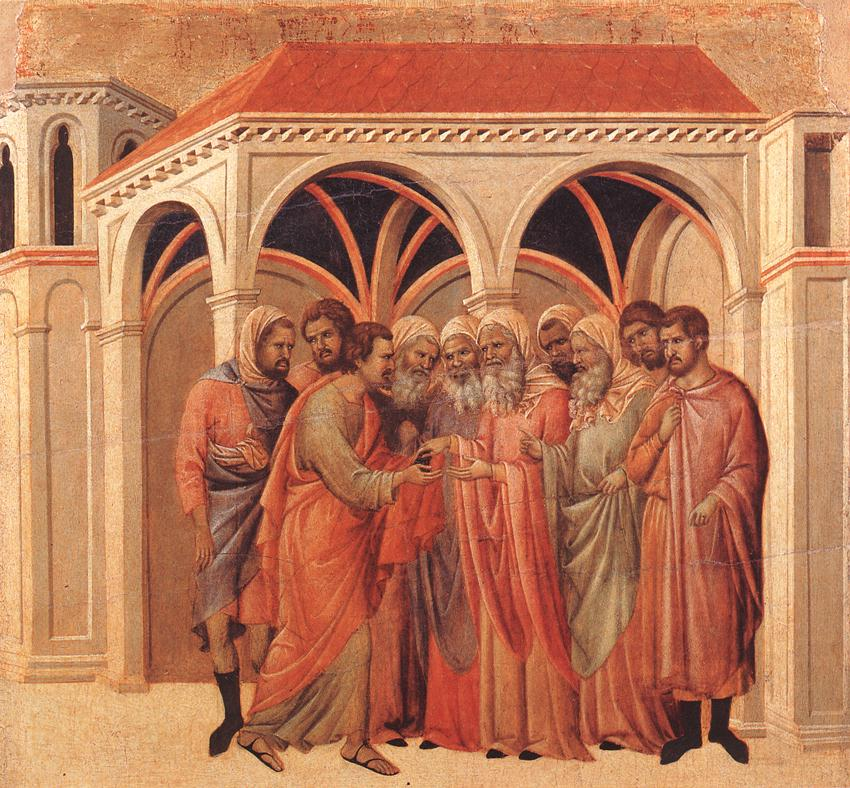
Judas haciendo un trato con los sacerdotes, representado por Duccio, principios del siglo XIV

## Agonía en el Getsemaní (26:36-46)

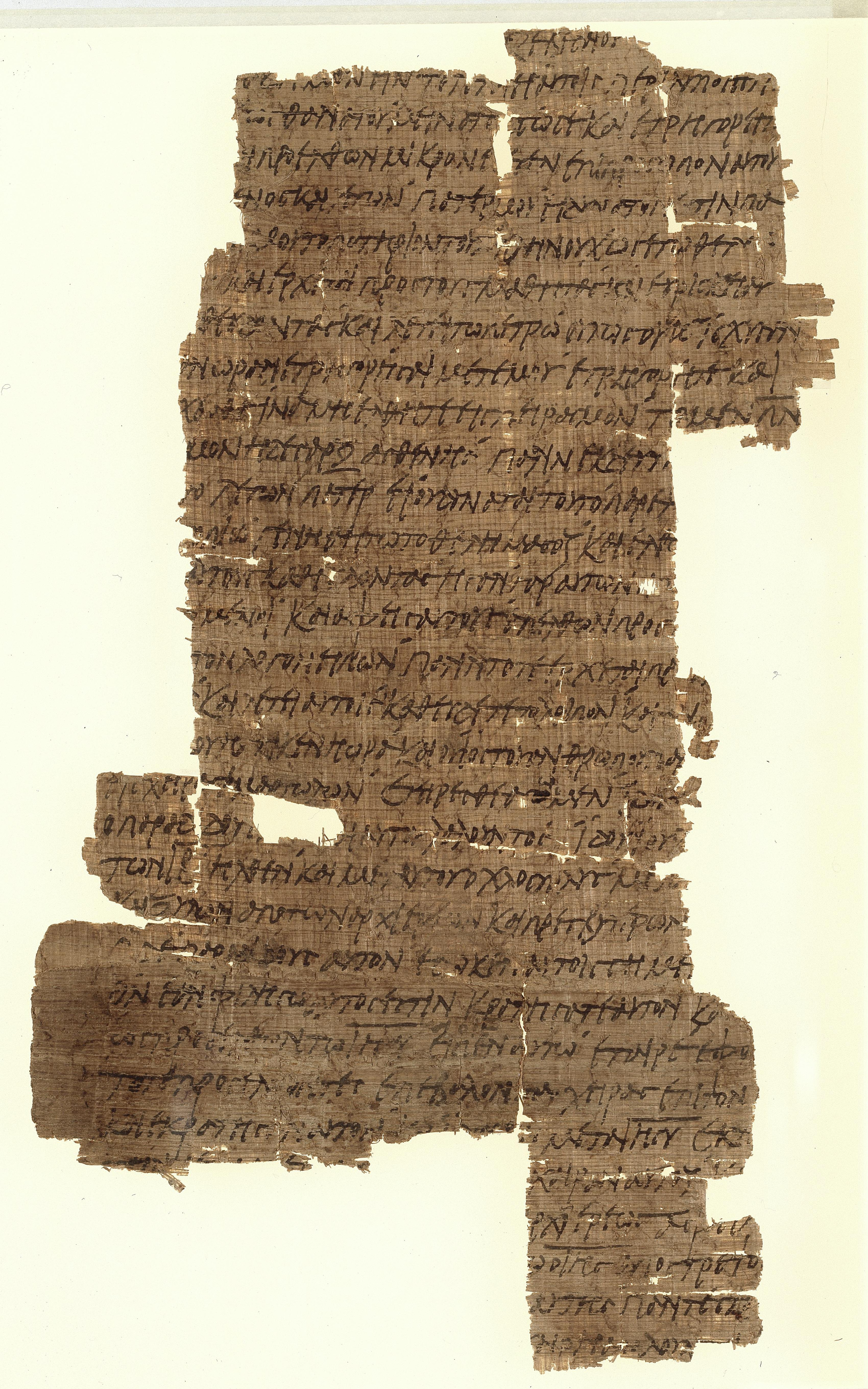
Mateo 26:38-52 en el anverso del Papiro 37, de ~ 260 d. C.

## Traición y arresto en Getsemaní (26:47-56)

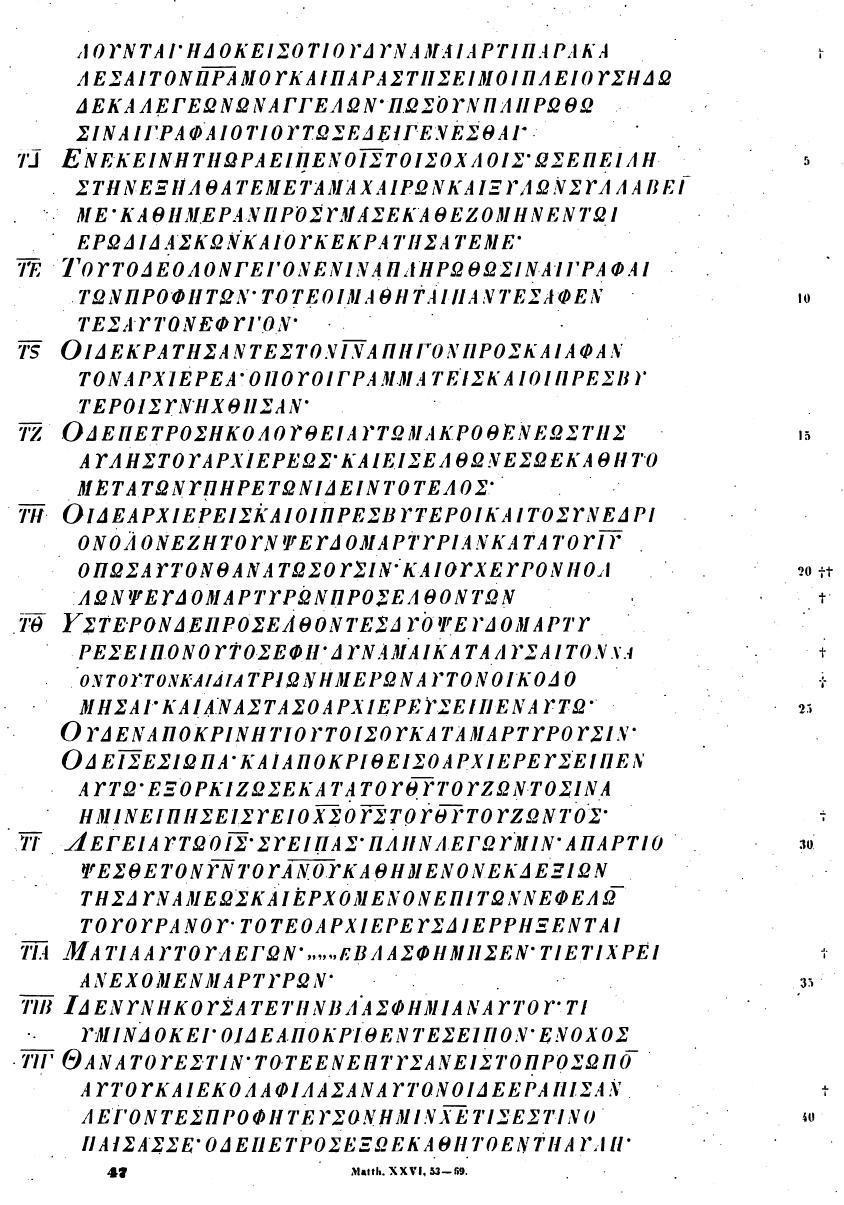
Mateo 26:52-69 en el Codex Ephraemi (~ 450 d. C.) en la edición facsímil de Tischendorf (1843)